# 印度的女儿
《印度的女兒》（英語：India's Daughter）是英国广播公司（BBC）拍摄的一部纪录片，为该电视台的系列节目「Storyville」當中的一集，讲述了2012年发生在印度德里的轮奸案。在该事件中，一名23岁的女学生被六名男性轮姦并杀害。
该纪录片原计划于3月8日国际妇女节当日在全球播出。对于此影片的数条新闻被报道后，印度政府撤销了该片在印度的播放许可。BBC遵从了印度当局的决定，最终该片没有在印度播出。该片亦被上传到视频分享网站YouTube，随即在社交网站上大面积传播。3月5日，印度政府屏蔽了在YouTube上的该段视频。此纪录片以及印度政府的行为在全世界引起了广泛讨论。

## 背景
该影片讲述了2012年12月16日发生在南德里市的轮奸案。事件受害者乔蒂·辛格（Jyoti Singh）在与一位男性朋友看完电影《少年派的奇幻漂流》后搭上了一辆私人运营的公交车回家。她在车上被六人殴打和轮奸，她的朋友也受到了身体伤害，随后两人被扔下车。受害者乔蒂在被人发现后送往医院，她先在印度接受治疗，后来被转移到新加坡，最终在2012年12月29日死于印度
。该事件引起了媒体的广泛关注，激起了公众对印度政府没有提供对妇女足够保护的指责和抗议。
国际媒体仅在抗议出现后才跟进报道。事件后六名男性被逮捕，包括一名为17岁的未成年人。其中一人在狱中死亡，死因可能为自杀，但他的亲属声称他是被谋杀的。四名男性被判有罪并被执行死刑，17岁的未成年人被判3年监禁。

## 纪录片
“印度的女儿”为BBC的系列节目“Storyville”中的一集，由莱斯里·奥德温（Leslee Udwin）执导。原计划本片在2015年3月8日国际妇女节当天在印度的NDTV 24x7和英国的BBC Four播出。2015年3月1日，影片制作者采访了关押在提哈尔监狱的一名凶手，随后印度媒体报道了此事。2015年3月4日，印度政府下令禁止播出此片。BBC表示会遵守印度政府的决定不在印度播放此片。后来BBC将此片在英国的播放日期提前至4日。影片也被上传至YouTube，并在全球的社交网络上引起了广泛讨论。3月5日，印度政府要求屏蔽该影片，YouTube也遵守了印度方面的要求。

## 采访
其中一名凶手穆肯什·辛格（Mukesh Singh）在狱中接受了采访。他表示“当被强奸时，她不应该反抗。她应该安静地接受被强奸。这样他们在轮奸完她后便会扔下她去殴打那个男孩”。他补充到：“对于强奸，女孩应该比男孩负更多责任，一名正派的女孩不会在晚上9点的时候在外面晃荡……女孩应该在家里做家务活，而不是穿着不合适的衣服在迪厅和酒吧里晃荡和做不合适的事。” Navbharat时报称穆肯什因为这次采访收了40000卢比（合420英镑）。报道称他一开始要示200000卢比，后来双方商谈至40000卢比，这些钱最终给了穆肯什的家人。然而影片制作者否认他们为这次采访给穆肯什钱。
A·P·辛格是该案件的一名辨护律师。他曾说：如果我的女儿或者姐妹因为婚前性行为蒙羞，我会把她带到我的农场，当着全家的面把她烧死。后来在被问及是否坚持这一立场时，他表示是的。

## 评价
该影片在英国媒体获得正面评价，包括独立报和卫报。

## 外部連結
- 互联网电影数据库（IMDb）上《India's Daughter》的资料（英文）